# Victor Wong (1927–2001)
Victor Wong (chiń. 黃自強; pinyin Huáng Zìqiáng; ur. 30 lipca 1927, zm. 12 września 2001) – amerykański aktor chińskiego pochodzenia. Karierę rozpoczął w 1984 roku. Oprócz aktorstwa zajmował się malarstwem komputerowym.

## Filmografia[2]
- Małolaty ninja w lunaparku (1998), jako dziadek Mori
- Siedem lat w Tybecie (1997), jako Pema Lhaki
- Devil Takes a Holiday, The (1996), jako Chi Chi
- Mroczne dziedzictwo (1996–1999), jako Lee Tzin-Soong (gościnnie)
- Pod niebem Henrietty (1995), jako Henry Nakai
- Małolaty ninja na wojennej ścieżce (1995), jako dziadek Mori
- Jade (1995), jako pan Wong
- Na południe (1994–1998), jako Coo (gościnnie)
- Małolaty ninja wracają (1994), jako dziadek
- Ucieczka po lodzie (1993), jako Fyodor
- Klub szczęścia (1993), jako stary Chong
- Trzech małolatów ninja (1992), jako dziadek Mori Tanaka
- Wstrząsy (1990), jako Walter Chang
- Zakazane noce (1990), jako Ho
- Life Is Cheap... But Toilet Paper Is Expensive (1989)
- Napijmy się razem herbaty (1989), jako Wah Gay
- Fatalne wakacje (1989), jako dziadek
- Krwawy sport (1988), jako zawodnik
- Midnight Caller (1988–1991), jako Phil Wong
- Książę ciemności (1987), jako profesor Howard Birack
- Ostatni cesarz (1987), jako Chen Pao Shen
- Złote dziecko (1986), jako Stary człowiek
- Niespodzianka z Szanghaju (1986), jako Ho Chong
- Wielka draka w chińskiej dzielnicy (1986), jako Egg Shen
- Dim Sum: A Little Bit of Heart (1985), jako wujek Tam
- Rok smoka (1985), jako Harry Yung
- Search for Tomorrow (1975–1976)